# Ситэнно-дзи
Ситэнно-дзи (яп. 四天王寺, «храм Четырёх небесных владык») — буддийский храм в Японии, в районе Тэннодзи города Осака. Один из старейших центров буддизма в Японии. На протяжении средних веков и нового времени был центром школы Тэндай. В 1946 году отделился от неё, основав собственную школу Васю (яп. 和宗).

## История
Согласно «Анналам Японии» Ситэнно-дзи был основан в 593 году принцем-регентом Сётоку. Храм сооружался для празднования победы в гражданской войне пробуддистских сил, которые возглавлял Сога-но Умако, над синтоистскими войсками под командованием Мононобэ-но Мории. Деревянные сооружения Ситэнно-дзи — Большие южные ворота, Средние ворота, Пятиярусная пагода, Золотой зал и Лекционный зал — располагались в своеобразной манере: в одну линию, которая тянулась с юга на север. Кроме них на территории храма существовали 4 служебных сооружения, которые занимались материальной и медицинской помощью прихожанам.
В 836 году Ситэнно-дзи сильно пострадал от удара молнии, а в 960 году от пожара полностью сгорели основные культовые сооружения храма.
В XI веке Ситэнно-дзи отреставрировали и он стал местом паломничества японской аристократии и монарших особ. Храм был одним из центров культа принца Сётоку, которого считали отцом-основателем японского буддизма. В Ситэнно-дзи длительное время учились основатели разных японских школ: Сайтё, Кукай, Синран и Иппэн.
В 1576 году во время войны Оды Нобунаги с войсками сектантов Исиямы Хонган-дзи Ситэнно-дзи сгорел. Храм отстроил Тоётоми Хидэёси, но он снова сгорел во время Осакской компании Токугавы Иэясу в 1614 году. Сёгунат Токугава восстановил Ситэнно-дзи с нуля, но в 1801 году его в очередной раз спалила молния. Очередные реставрационные работы были закончены через 11 лет.
В новейшее время Ситэнно-дзи опять пережил ряд несчастий. В 1934 году большой тайфун повредил Пятиярусную пагоду и Средние ворота, которые отремонтировали через 5 лет, но во время Второй мировой войны, в 1945 году, храм сгорел во время бомбардировки Осаки силами ВВС Армии США. В течение 1957—1963 годов Ситэнно-дзи в очередной раз отстроили, но не из дерева, а из железобетона. В таком виде храм сохраняется по сегодняшний день.
Современный Ситэнно-дзи состоит из центрального комплекса строений, которые отреставрированы в корейско-китайском стиле VI века, типичном для культуры Асука (Райские ворота, Ворота Нио, Пятиярусная пагода, Золотой зал, Лекционный зал), Павильона Сётоку (яп. 聖霊院), Утреннего Зала (яп. 六時堂, 1623), Светлого павильона пяти мудростей (яп. 五智光院, 1617), Каменных тории (1294) и ряда других сооружений.

## Фотогалерея

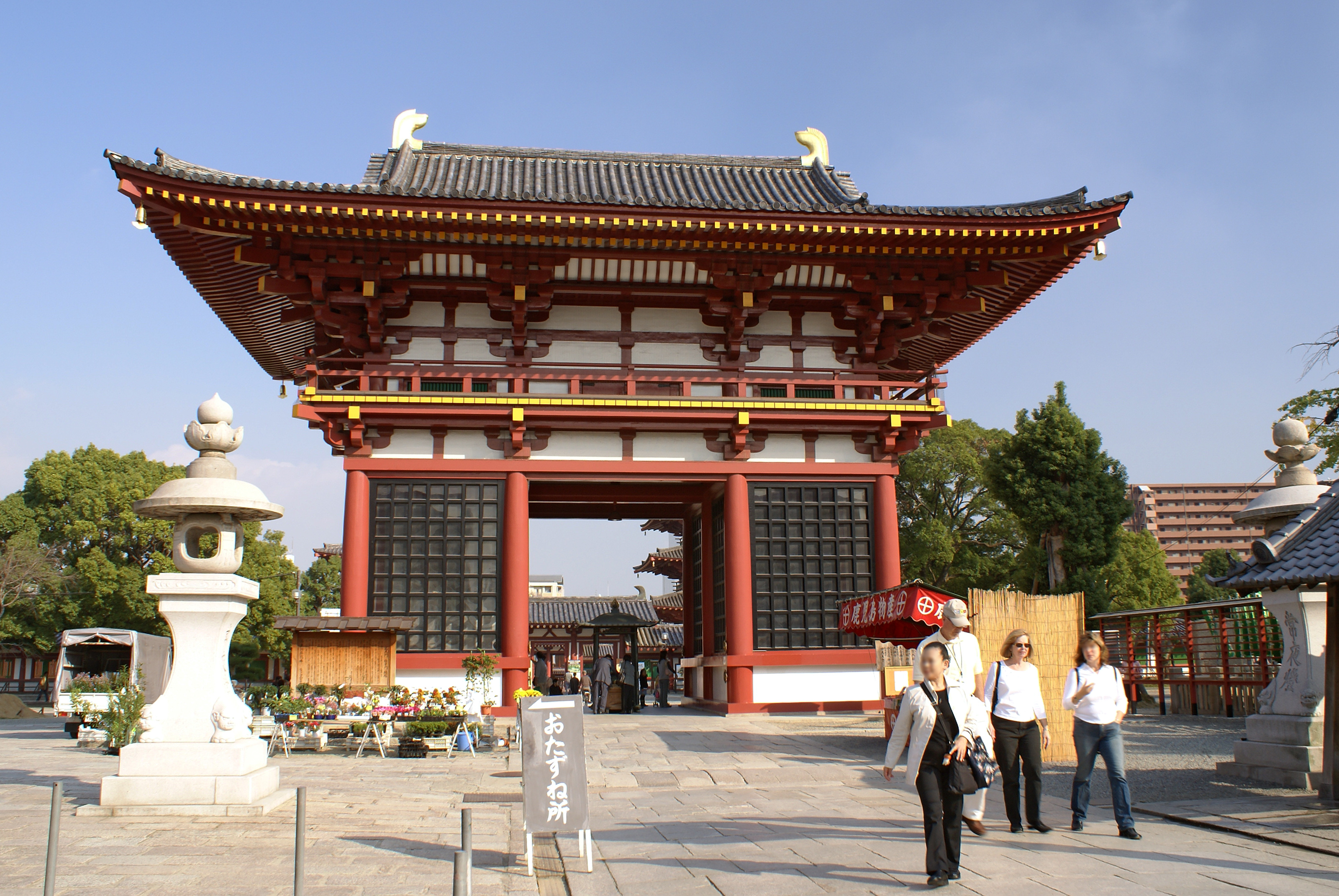
Райские ворота
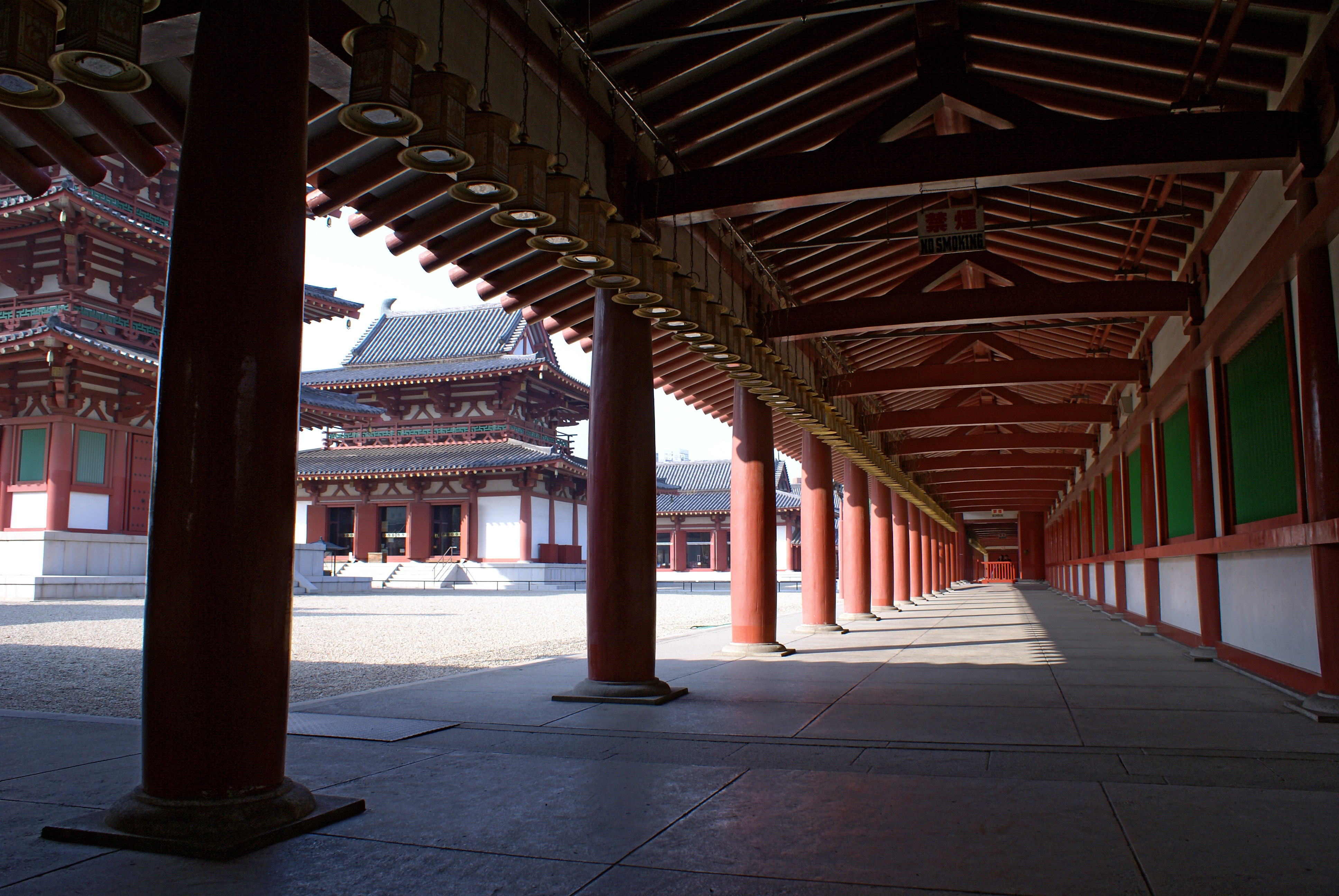
Галерея центрального комплекса
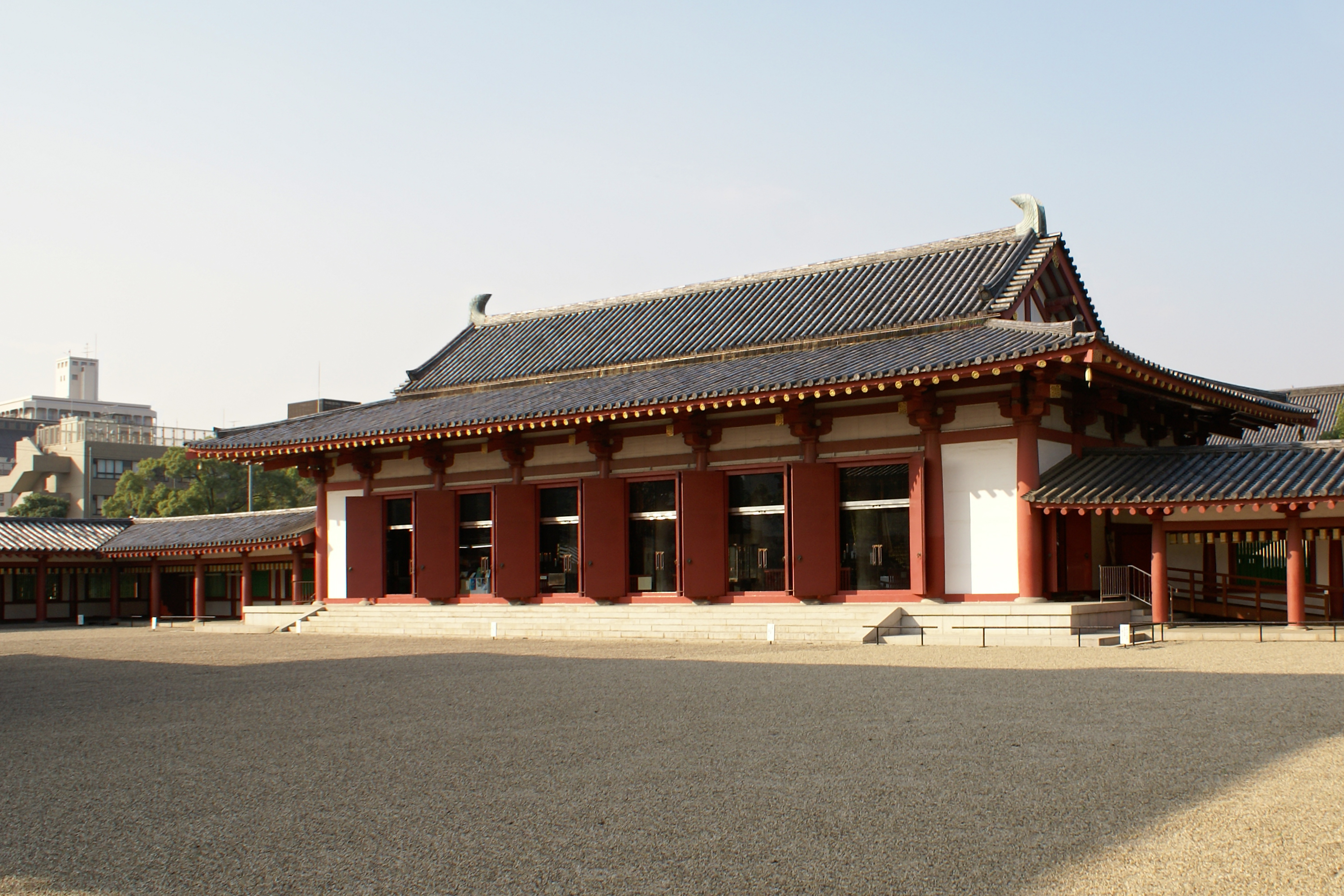
Лекционный зал
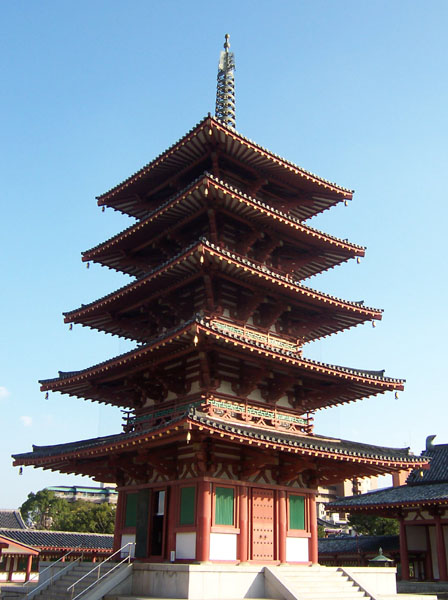
Пятиярусная пагода